# Collider (sito web)
Collider è un sito web di intrattenimento e un canale YouTube fondati da Steve Weintraub rispettivamente nel luglio 2005 e nel febbraio 2007.

## Storia
Nel 2012, Weintraub è stato candidato per un Press Award dall'International Cinematographers Guild per il suo lavoro su Collider.com. È stato acquistato nel gennaio 2015 da Complex e successivamente venduto all'ex capo del video Marc Fernandez nel febbraio 2018.
Collider si concentra su notizie, analisi e commenti di intrattenimento. Il sito web tratta principalmente notizie di cinema e televisione, con recensioni ed editoriali. A dicembre 2020, il canale YouTube di Collider aveva 637.000 abbonati e oltre 523.000.000 di visualizzazioni cumulative. Le precedenti estensioni del canale includono Movie Talk, Movie Trivia Schmoedown, Heroes, Jedi Council, Behind the Scenes & Bloopers e Collider News.
Le estensioni del canale YouTube principale includono sezioni dedicate ad argomenti più specifici: Collider Podcasts, Collider Interviews (ex Collider Quick), Collider Games, Collider Sports e Pro Wrestling Sheet. Il sito web e il canale si sono allargati anche alla produzione di podcast per PodcastOne.